# Kansas Coliseum
Kansas Coliseum är ett byggnadskomplex i den amerikanska staden Valley Center i delstaten Kansas. Den hade en inomhusarena med namnet Britt Brown Arena, fyra paviljonger och en husbilscamping. Komplexet hade en publikkapacitet på fler än 12 000 åskådare. Coliseum invigdes 1977. Inomhusarenan användes som hemmaarena för sportlagen Wichita Wind (1980–1983), Wichita Thunder (1992–2010) och Wichita State Shockers (2002–2003).
I januari 2010 stängdes byggnadskomplexet av den dåvarande ägaren Sedgwick County och två år senare såldes den till universitetet Wichita State University i syfte att inkvartera Aircraft Structural Testing and Evaluation Center, en avdelning inom deras National Institute for Aviation Research, som forskar inom luftfart.